# Jaroslav Šesták

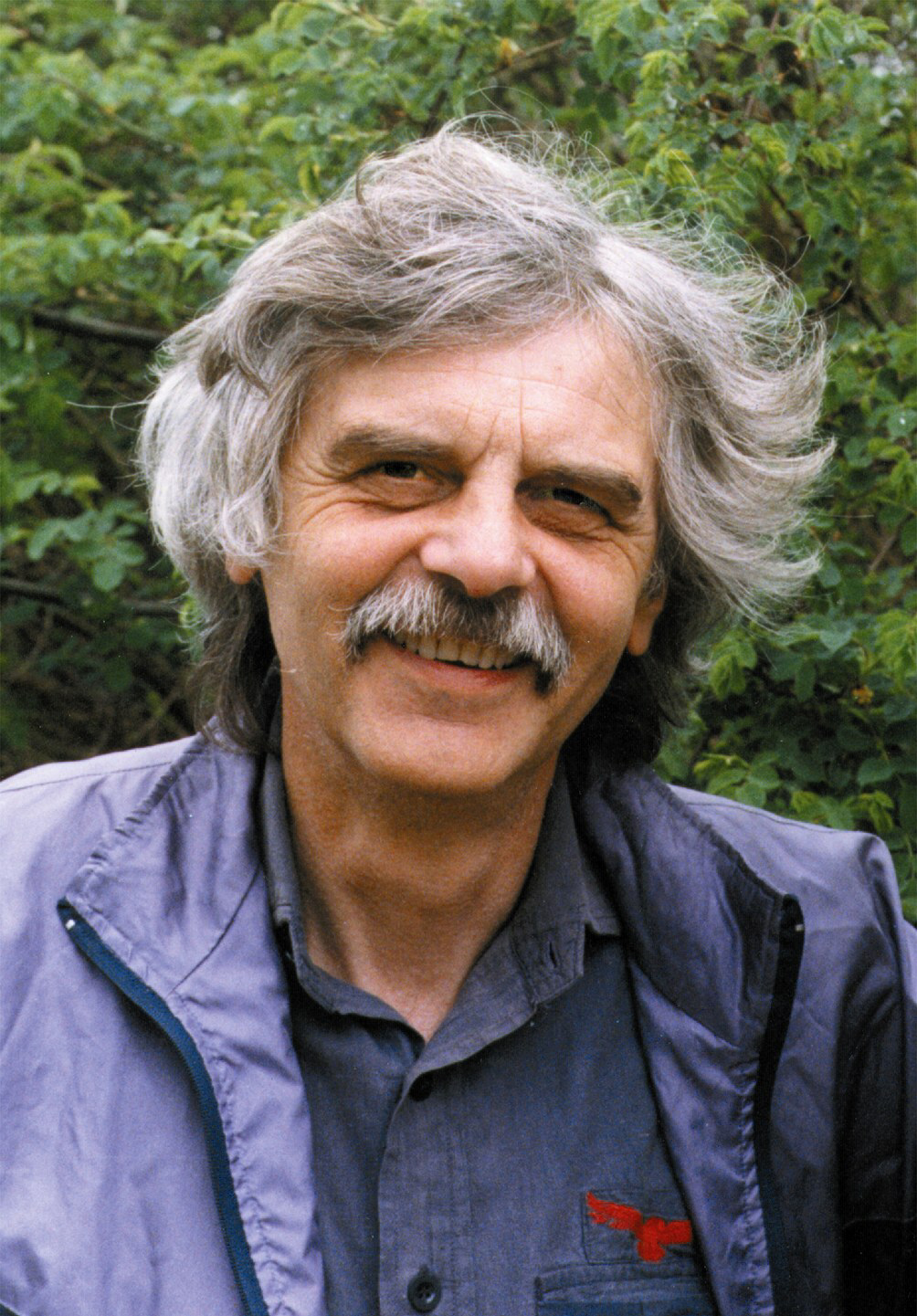
Jaroslav Šesták – cestovatel

Jaroslav Šesták (25. září 1938 Držkov – ?květen 2024) byl český fyzikální chemik zabývající se termodynamikou a termickou analýzou pevných látek, laureát státní ceny I. stupně udělené v roce 2017 za zásluhy o stát v oblasti vědy a školství a držitel nejvyšších vyznamenání České akademie věd (Heyrovského medaile 2000) a České společnosti chemické (Hanušova medaile 1998).[zdroj?]

## Život
V letech 1953–1957 absolvoval Masarykovu průmyslovou školu chemickou a v letech 1958–1962 vystudoval Vysokou školu Chemicko-technologickou. V roce 1963 nastoupil do Ústavu fyziky pevných látek ČSAV v Praze, kde získal titul CSc. v oblasti fyziky pevných látek (1967) a kde pracoval postupně v oddělení feritů a polovodičů. V letech 1968–1970 byl na studijním pobytu ve Švédském nukleárním ústavu Atomenergi ve Studsviku a následně přednášel jako asistent profesor na americké Missouri University in Rolla.[zdroj?]
Po roce 1989 získal titul Dr.Sc (1990), habilitoval se (1991) a byl jmenován profesorem na VŠCHT Praha v oboru materiálového inženýrství (1992). Následně se stal emeritním badatelem AV ČR (2010) a byl mu udělen titul dr.h.c. Pardubickou Universitou 2011. Stal se spoluzakladatelem časopisů Thermochimica Acta (Elsevier 1970), Journal of Mining and Metallurgy (Bor 1996) and International Journal of Applied Glass Research (Wiley 2009). Stal se garantem vzniku řady institucí jako School of Energy Science of Kyoto University (1996), Humanitní fakulty University Karlovy (2000), New York University in Prague (2001). Je nositelem řady mezinárodních cen jako US NATAS award (1974), Bodenheimer Medal (Israel 1987), Kurnakov Medal (USSR 1985 a Rusko 2015), Patras Medal (Greece 2007), GEFTA-Netzsch Awards (Germany 2014), ICTAC Award (England 1990) a prestižní Dollimore ESTAC award (Italy 2022).
Jako mezinárodně uznávaný odborník v termodynamice materiálů pracoval od roku 1998 jako profesor ve Výzkumném centru Nové technologie na Západočeské univerzitě v Plzni, kde se stal členem výzkumného týmu oddělení Inženýrství speciálních materiálů a kde rozvíjel nová výzkumná témata, která doposud nebyla na ZČU řešena, za což mu byla udělena zlatá plaketa University.[zdroj?]

### Ocenění
- medaile Za zásluhy  1. stupeň (2017)

## Dílo
Publikoval více než 300 vědeckých článků, přednesl doma a v zahraničí kolem 400 přednášek a v roce 2000 byl zařazen mezi 20 nejvíce citovaných českých fyziků (termodynamika).[zdroj?] Dosáhl H-indexu přes třicet a stál u vzniku nových vědních oborů, jako jsou kinetické fázové diagramy, teorie tvorby skla, anorganická biokompatibilita, kinetika reakcí v pevných látkách nebo termodynamika aplikovaná na vztahy ve společnosti. Zabýval se zpracováním významu teploty a navrhl nový termín tempericita pro extrémně rychlé měření mimo rovnováhu. Zanechal odkaz v neizotermní kinetice, kde jeho Sestak-Berggrenova rovnice byla citována více než tisíckrát.[zdroj?] Inspiroval nasměrování interdisciplinární výuky spojující přírodní a humanistické vědy.

### Články (výběr)
- Mareš J.J., Stávek J., Šesták J. Quantum aspects of self-organized periodic chemical reaction. J  Chem Phys 2004; 121   1499–1503.
- Queiroz C.A., Šestak J. Aspects of the non-crystalline state. Physics and Chemistry of Glasses, B,. 2010; 51: 165–72
- Šesták J, Rationale and fallacy of thermoanalytical kinetic patterns: how we model subject matter, J Thermal Anal Calor, 2012; 110: 5–16.
- Holba P., Šesták J. Heat inertia and its role in thermal analysis. J Therm Anal Calorim 2015; 121: 303–307
- Šesták J. Kinetic phase diagrams as consequence of radical changing temperature or particle size. J Thermal Anal Calor, 2015; 120: 129–137
- Šesták, J. Measuring „hotness“, should the sensor's readings for rapid temperature changes be named „tempericity“?. J Thermal Anal Calorim 2016; 125: 991–999.
- Fiala J., Mareš JJ., Šestak J., Reflections on how to evaluate the professional value of scientific papers and their corresponding citations, Scientometrics,  2017; 112:  697–70
- Kozmidis-Petrovic A., Šesták J. Glass transition temperature, its exploitation and new conception of fragility, Phys Chem Glass, B, 2018; 59: 259–266
- Šesták, J. Černý R. Thermotics as an alternative nonequilibrium thermodynamic approach suitable for real thermoanalytical measurements. J Non-Equil Thermod 2022; 47: 233–240.
- Hejna, B.; Šesták, J. Interrelatedness of thermodynamics and information: transformation of heat as a measurable information process and quantity. J Thermal Anal Calor, submited 2023.

### Knihy (výběr)
- 1998 – Cesty: soubor fotografií (Smíchovská radnice)
- 2004 – Heat, Thermal Analysis and Society (Nucleus),
- 2005 – Science of Heat and Thermophysical Studies (Elsevier),
- 2007 – Structure and properties of crystalline and amorphous materials (Univ. Pardubice),
- 2009 – Some thermodynamic, structural and behavioral aspects of materials (Univ. Plzeň),
- 2011 – Glassy, Amorphous and Nano-Crystalline Materials (Springer)
- 2013 – Thermal Analysis of Micro, Nano- and Non-Crystalline Materials (Springer)
- 2015 – Světem badatele (Kanina, OPS Plzeň)
- 2017 – Thermal Physics and Thermal Analysis (Springer)
- 2017 – Provídky: eseje na pomezí vědy a filosofie přírody (Univ. Plzeň)
- 2021 – Thermal Analysis and Thermodynamic Properties of Solids (Elsevier)

## Další odkazy
- 1990 – O smyslu vědy, rozhovor pro časopis Mladý svět 1993 – životopis, Journal Thermal Analysis a Thermochimica Acta 2005
- 2000 až 2003 – Who is who in the world
- 2003 – životopis, Chemické listy a Sklář a keramik 2010.
- 2005 – I vědec potřebuje intuici, rozhovor pro časopis Pražské pětky
- 2005 – Kapitola v knize: Slavné osobnosti v dějinách Prahy 5
- 2004 a 2016 – životopis: Who is who in thermal analysis
- 2000 až 2005 – Kdo je kdo v ČR
- 2008 – Jak je to s oteplováním naši planety, USS přednáška, Energetika 58, 7–10
- 2010 – Člověk a věda, Proslov dr.h.c,, Chemické listy 104, 267–292
- 2012 Energetika dnes a zítra: politika vs. zdravý rozum vědy, Hálova přednáška AV ČR
- 2021 – Einstein by dneska granty nedostal, rozhovor pro časopis TEMA (8/)
- 2009 až 2023 – Komentáře pro Internetový portál Neviditelný pes: https://neviditelnypes.lidovky.cz/novinari/jaroslav-sestak.N1985
- 2023 – 7th Central and Eastern European Conference on Thermal Analysis and Calorimetry v Brně, věnovaná odkazu a 85. narozeninám J. Šestáka